# Parti révolutionnaire de l'unification démocratique
Le Parti révolutionnaire de l'unification démocratique (espagnol : Partido Revolucionario de Unificación Democrática) était le parti au pouvoir au Salvador dans les années 1950 et au début des années 1960.

## Histoire
Le parti est créé en 1945 en tant que parti officiel des dirigeants militaires. Aux élections générales de 1950, son candidat Óscar Osorio remporte les élections présidentielles, tandis que le parti remporte 38 des 52 sièges de l'Assemblée constitutionnelle. Il est le seul parti à se présenter aux élections législatives de 1952 et 1954. Lors des élections présidentielles de 1956, plusieurs candidats de l'opposition ont été interdits de candidature par le Conseil central des élections, permettant à son candidat, José María Lemus, de l'emporter avec plus de 95 % des voix. Lors des élections législatives de cette année-là, il a de nouveau remporté les 54 sièges, malgré l'opposition du Parti d'action nationale (PAN).
Le parti remporte les élections législatives de 1958 sans opposition, et remporte de nouveau les 54 sièges aux élections de 1960 malgré le fait que le PAN se présente à nouveau.